# Villeneuve-Tolosane
Villeneuve-Tolosane là một xã thuộc tỉnh Haute-Garonne trong vùng Occitanie ở tây nam nước Pháp.